# 稍康村
稍康村隸屬於浙江省湖州市吳興區妙西鎮，全村總農戶360戶，總人口1147人，其中中共黨員25人，轄12個村民小組，水田1100畝，旱地175畝，茶地495畝，毛竹林4072畝，筍山2065畝。

## 外部連結
- 稍康村[永久]